# Ilia Ilin
Ilia Moiseievici Ilin (în rusă Илья Моисеевич Ильин), numele său real fiind Broitman (în rusă Бройтман) (n. 1893, orașul Ananiev, regiunea Herson, Ucraina – d. aprilie 1973, Chișinău) a fost un politician sovietic, care a îndeplinit funcția de Secretar executiv al Comitetului Regional Moldova al Partidului Comunist din Ucraina (1930-1931).

## Biografie
Ilia Ilin s-a născut în anul 1893, în orașul Ananiev din regiunea Herson (ulterior centru regional din RSSA Moldovenească, astăzi în Ucraina), având numele de familie Broitman.
A activat în mișcarea revoluționară comunistă din Rusia în anii 1910, luptând pe fronturile Războiului Civil Rus. În aprilie 1917 a devenit membru al RSDRP (Partidul Social-Democrat al Muncitorilor din Rusia) și în perioada aprilie 1922 - 1929 a desfășurat activitate economică și de partid în RSS Ucraineană, apoi în orașele Sverdlovsk și Moscova.
Între anii 1929-1932, a fost prim-secretar al Comitetului regional moldovenesc din Tiraspol, îndeplinind în perioada 30 martie 1930 - octombrie 1931 funcția de Secretar executiv al Comitetului Regional Moldova al Partidului Comunist din Ucraina, înlocuindu-l în acest post pe Haim Bentsionovici Bogopolski . În anii în care a desfășurat activitate de conducere în RSSA Moldovenească  i-a sprijinit pe așa-numiții “samobytnikov” - susținătorii moldovenizării pe baza folosirii locale a "limbii moldovenești" (în opoziție cu cei care vorbeau limba română literară) . A fost înlocuit din funcția de secretar executiv în anul 1931 de către Ivan Semenovici Placinda (" Sporosh") .
În perioada 15 iunie 1930 - 18 ianuarie 1934 a fost membru supleant al Comitetului Central al Partidului Comunist din Ucraina. A fost arestat la data de 25 septembrie 1938 și trimis în orașul Kaluga, unde a lucrat la construirea porțiunii de cale ferată Moscova -  Kiev. După eliberarea sa, în anul 1955, Ilin a devenit pensionar și s-a stabilit în orașul Chișinău, unde a murit în aprilie 1973.